# حوریه فرج‌زاده
حوریه فرج‌زاده طارانی، معروف به حوریه فرج‌زاده، کنشگر سیاسی، دادخواه، دموکراسی‌خواه و نیز زندانی سیاسی است.

## کنشگری سیاسی و بازداشت
حوریه فرج‌زاده، یکی از امضا کنندگان بیانیهٔ ۱۴ زن کنشگر درون ایران است که از بیانیه ۱۴ فعال سیاسی برای کناره‌گیری خامنه‌ای از حکومت و نیز گذار از نظام جمهوری اسلامی ایران، پشتیبانی کرد و به همین دلیل، در تاریخ ۲۰ مرداد ۱۳۹۸ در مشهد بازداشت شد.

### پشتیبانی از کارزار جهانی برای آزادی زندانیان سیاسی
وی با امضای بیانیه «پشتیبانی از کارزار جهانی برای آزادی زندانیان سیاسی» نیز از آزادی زندانیان سیاسی، حمایت کرد.

### دفاع از اعتراض سراسری دی ۱۳۹۶
حوریه فرج‌زاده به همراه سیصد و چند ده تن دیگر، با صدور بیانیه‌ای، از اعتراضات دی ۱۳۹۶ ایران، دفاع کرد.

### بازداشت به دلیل فراخوان و گرامیداشت یاد کشتگان اعتراضات آبان ۱۳۹۸
او به همراه خواهرش راحله فرج‌زاده و نیز ناهید شیرپیشه (مادر پویا بختیاری)، شهناز اکملی (مادر مصطفی کریم‌بیگی)، شهین مهین‌فر (مادر امیرارشد تاجمیر)، حوریه گلستانی (مادر بهنود رمضانی)... ، برای گرامیداشت یاد کشتگان اعتراضات سراسری آبان ۱۳۹۸ فراخوان داد که پس از حضور در گورستان بهشت سکینه کرج، به مناسبت گرامیداشت دهمین سالگرد کشته شدن برادرش یعنی شهرام فرج‌زاده و نیز چهلم کشته شدن پویا بختیاری... به همراه سی تن دیگر به دست مأموران امنیتی حکومت جمهوری اسلامی ایران بازداشت شد.

### دادخواهی دربارهٔ کشتگان خیزش سراسری آبان ۱۳۹۸
همچنین وی به همراه برخی دیگر، یکی از امضا کنندگان بیانیهٔ خانواده‌های جان‌باختگان اعتراضات آبان ۱۳۹۸ ایران در سالگرد این خیزش سراسری است.
در بخشی از این بیانیه آمده‌است: 
«قتل این عزیزان، فراموش‌نشدنی است؛ نه می‌بخشیم و نه فراموش می‌کنیم. عزیزان جان‌باختهٔ ما فریاد اعتراض همهٔ ما مردم بودند».

### صدور بیانیه دادخواهانه به مناسبت روز جهانی حقوق بشر
وی به همراه هفده تن از زنان و مادران، به مناسبت دهم دسامبر یعنی روز جهانی حقوق بشر با صدور بیانیه‌ای، به سرکوب معترضان و نیز نقض حق آزادی اندیشه و بیان، آزادی انتخاب دین، آزادی انتخاب پوشش و ورزش، سفر و حضانت فرزند برای زنان، انتخابات آزاد، تشکیل احزاب، سندیکاها و اتحادیه‌های صنفی مستقل، تجمع و اعتراضات مسالمت‌آمیز و دیگر حقوق مندرج در اعلامیه جهانی بشر، اعتراض کرد.

## اعتراض آزادی‌خواهان برون‌مرز به بازداشت وی
برخی از آزادی‌خواهان برون‌مرز، خواهان آزادی حوریه فرج‌زاده، سهیل عربی (زندانی عقیدتی محکوم به ارتداد) و برخی از زندانیان عقیدتی و سیاسی دیگر شدند.

## کشته شدن برادر در اعتراضات سراسری ۱۳۸۸ خورشیدی
برادر وی یعنی شهرام فرج‌زاده طارانی (۱۳۸۸–۱۳۵۳ خورشیدی) یکی از جان‌باختگان اعتراضات به نتیجه انتخابات دهم ریاست‌جمهوری ایران بود.
شهرام فرج‌زاده، در تاریخ ۶ دی ۱۳۸۸، در جریان اعتراضات مردمی به نتایج انتخابات ریاست جمهوری با خودروی نیروی انتظامی در میدان ولی‌عصر تهران زیر گرفته شد و جان‌باخت. خودرو نیروهای گارد ویژه، سه بار از روی بدن وی رد شد.